# Залем (Баден)
Залем (њем. Salem) општина је у њемачкој савезној држави Баден-Виртемберг. Једно је од 23 општинска средишта округа Бодензе. Према процјени из 2010. у општини је живјело 11.160 становника. Посједује регионалну шифру (AGS) 8435052.

## Географски и демографски подаци
Залем се налази у савезној држави Баден-Виртемберг у округу Бодензе. Општина се налази на надморској висини од 440 метара. Површина општине износи 62,7 km². У самом мјесту је, према процјени из 2010. године, живјело 11.160 становника. Просјечна густина становништва износи 178 становника/km².

## Међународна сарадња
| Мјесто | Држава    | Врста сарадње | Од    |
| ------ | --------- | ------------- | ----- |
|        | Француска | партнерство   | 1995. |
| Извор  |           |               |       |